# زينة صوفان
زينة صوفان (بالإنجليزية: Zeina Soufan)‏ صحفية ومقدمة برامج تلفزيونية لبنانية مُقيمة في دبي. صوفان هي محررة الأعمال الأولى في مؤسسة دبي للإعلام ومقدمة برنامج خريطة المال (بالإنجليزية: Money Map)‏ على تلفزيون دبي. وهي أيضًا مؤلفة مستقلة ومنشئة محتوى رقمي. وهي الآن مذيعة الاقتصاد في الشرق للأخبارمنذ نوفمبر 2020.

## النشأة والتعليم
ولدت زينة صوفان في صيدا بلبنان. فرت عائلتها من الحرب الأهلية اللبنانية وانتقلت إلى المملكة العربية السعودية حيث أنهت زينة سنوات دراستها قبل أن تعود إلى لبنان لفترة وجيزة ثم إلى مصر. في فبراير 1993، تخرجت بدرجة البكالوريوس في دراسات الشرق الأوسط من الجامعة الأمريكية بالقاهرة.
أنتجت زينة صوفان وقدمت تقارير إخبارية ونشرات وبرامج تلفزيونية طوال حياتها المهنية. قابلت شخصيات عامة وقادة ومسؤولين حكوميين وأنتجت أخبارًا سياسية وتجارية قوية بالإضافة إلى قصص من جميع أنحاء العالم.
بدأت حياتها المهنية مع تلفزيون المستقبل اللبناني في عام 1993 في بيروت قبل أن تنتقل إلى وكالة رويترز للأنباء كمراسلة لبيروت في عام 1995. ومن بين مهامها البارزة التغطية الميدانية للهجوم الإسرائيلي الخاطف في جنوب لبنان عام 1994 والذي أطلق عليه اسم «عملية المحاسبة» وعام 1996 «حرب الغضب» التي ارتكبت خلالها القوات الإسرائيلية مجزرة قانا 1996. في عام 2000، كانت زينة من أوائل الصحفيين الذين دخلوا جنوب لبنان بعد ساعات من سحب إسرائيل لقواتها من منطقة الاحتلال.
عادت صوفان إلى التلفزيون في عام 1998 لتنضم إلى قناة دبي للأعمال. في عام 2004، وانضمت إلى قناة العربية وكانت من بين الفريق الأساسي الذي أطلق أكبر عرض للأعمال العربية «الأسواق العربية». في عام 2011، انتقلت إلى تلفزيون دبي حيث لا تزال تنتج وتقدم برنامج الأعمال الأسبوعي الرئيسي للقناة خريطة المال (بالإنجليزية: Money Map)‏.
زينة صوفان هي متحدثة عامة ومنسقة في الأحداث البارزة، بما في ذلك المنتديات العالمية مثل المنتدى الاقتصادي العالمي والقمة الحكومية العالمية. في عام 2019، تم اختيارها لتكون فقيهًا في مسابقة حكومة دبي الذكية تحت رعاية ولي عهد دبي الشيخ حمدان بن راشد آل مكتوم.

## المقالات

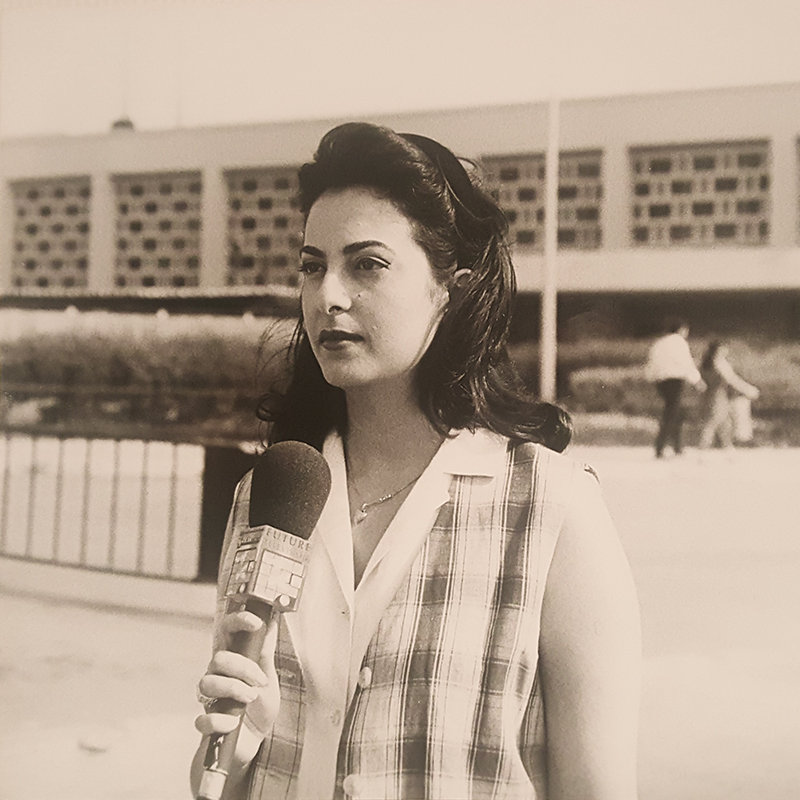
صوفان عام 1994

تواصل صوفان كتابة المقالات وأعمدة الرأي. تم نشر أعمالها في بعض الصحف والمواقع البارزة في المنطقة مثل الحياة، والشرق الأوسط، والعربية نت، وإمارات اليوم.

## الجوائز

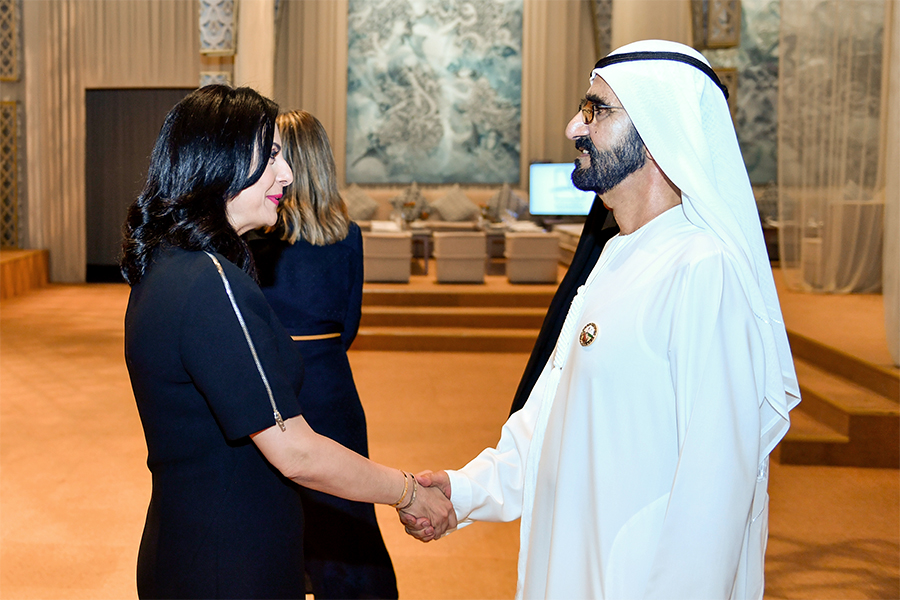
صوفان مع الشيخ محمد بن راشد

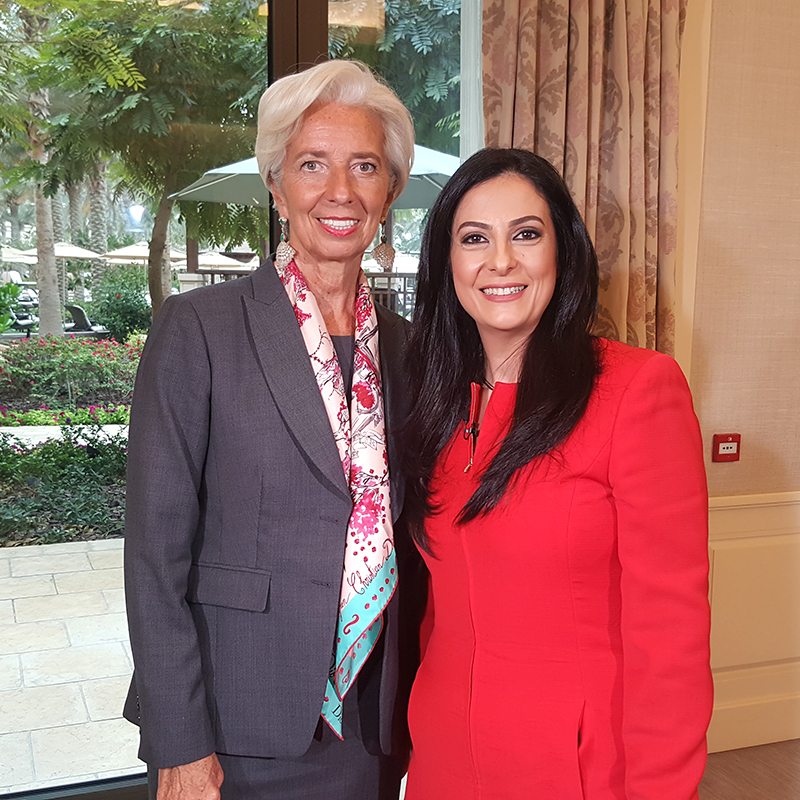
صوفان مع كريستين لاغارد

في عام 2016 فازت بجائزة أفضل صحفية أعمال عربية في حفل أقيم في عمان، الأردن.

## التلفاز
| العام               | الموضوع           | الدور         | القناة             |
| ------------------- | ----------------- | ------------- | ------------------ |
| 2000–2002           | من لبنان بالأرقام | مُنتجة، ومُقدمة | قناة دبي للأعمال   |
| 2005                | ملف               | مُنتجة         | قناة العربية       |
| 2007–2008           | النفط والغاز      | مُنتجة، ومُقدمة | قناة العربية       |
| 2010–2011           | بيديرهام          | مُنتجة، ومُقدمة | تلفزيون دبي        |
| 2013–الوقت الحالي   | خريطة المال       | مُنتجة، ومُقدمة | تلفزيون دبي        |
| 2020 - الوقت الحالي | جلسة المساء       | مقدمة         | قناة الشرق للأخبار |